# 髯萼紫堇
髯萼紫堇（学名：Corydalis barbisepala）为罂粟科紫堇属下的一个种。

## 扩展阅读
維基物種上的相關：髯萼紫堇